# Monte Civetta
O Monte Civetta (em italiano:  Monte Civetta),  fica na província de província de Belluno na região de Véneto e é formado por um grupo de cumes nas Dolomitas na Itália. 

## Cumes
O Monte Civetta além do seu cume principal, a Civetta (3 220 m) tem vários outros cumes secundários tais como:
- Cume da Busazze (2 894 m) ;
- Ponta Civetta (2 892 m) ;
- Monte Moiazetta (2 727 m) ;
- Torre di Valgrande (2 715 m) ;
- Torre d'Alleghe (2 649 m) ;
- Torre Coldai (2 600 m) ;
- Cume di Mede (2 504 m);
- Torre Venezia (2 337 m).

## Alpinismo
A vertente nordeste do Monte Civetta estende-se por mais de 7 km desde a Torre Coldai até à Torre Venezia e sobre cerca de 1 200 m de altura à perpendicular do seu cume. Esta grande parede e a sua aresta cumital dão à Civetta um aspecto característico. Entre 1910 e 1968 foram abertas dezasseis vias na vertente nordeste.
A conquista em 1925 do [cume]] principal por Emil Solleder e Gustav Lettenhauer á a primeira ascensão extremamente difícil realizada .
Para ajudar a ascensão estão à disposição quatro refúgios de montanha: Refúgio Torrani, Refúgio Sonino al Coldai, Refúgio Mario Vazzoler et Refúgio Tissi.

## Ascensões
As ascensões têm-se sucedido desde que Simeone De Silvestro a efectuou entre 1855 e 1860 e entre as mais importantes destacam-se :
- 1867 - Première ascension par des touristes : (Francis Fox Tuckett, avec Melchior Anderegg, Jakob Anderegg)
- 1895 - Paroi nord-ouest par John S. Phillimore, Arthur G. Raynor, Antonio Dimai et Giovanni Siorpaes
- 1910 - Ascension directe de la Piccola Civetta (3 207 m) par Gabriel Haupt et Karl Lömpel
- 1928 - Face est directe par Fritz Wiessner
- 1931 - Voie « directissime » sur la face nord-ouest de la Grande Civetta par Emilio Comici et Giulio Benedetti
- 1963 - Première hivernale à la face nord-ouest de la Civetta par Ignazio Piussi avec Toni Hiebeler et Giorgio Redaelli
- 1973 - Hivernale du dièdre Philipp-Flamm à la Punta Civetta

## Galleria

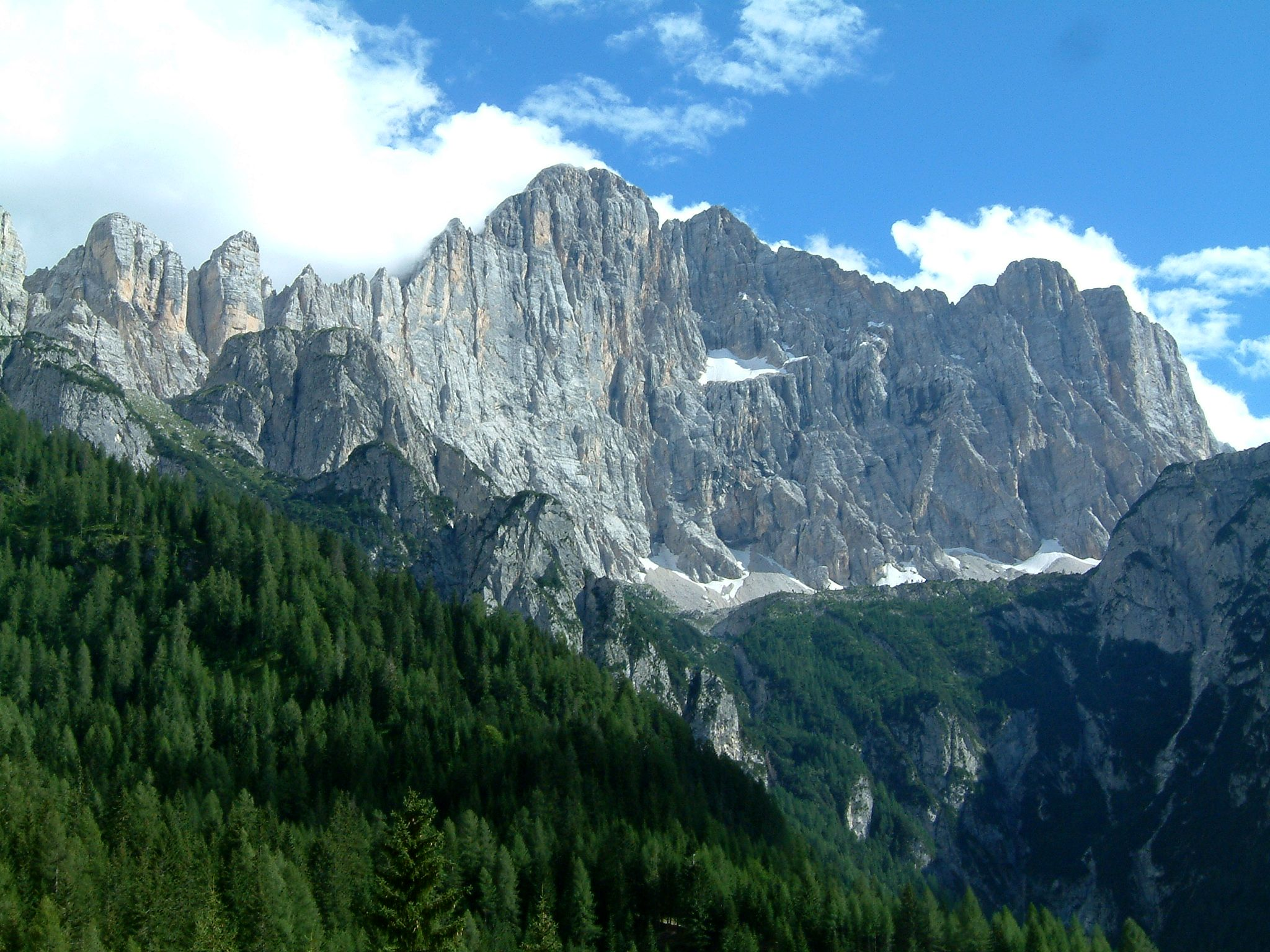
A parede noroeste da Civetta
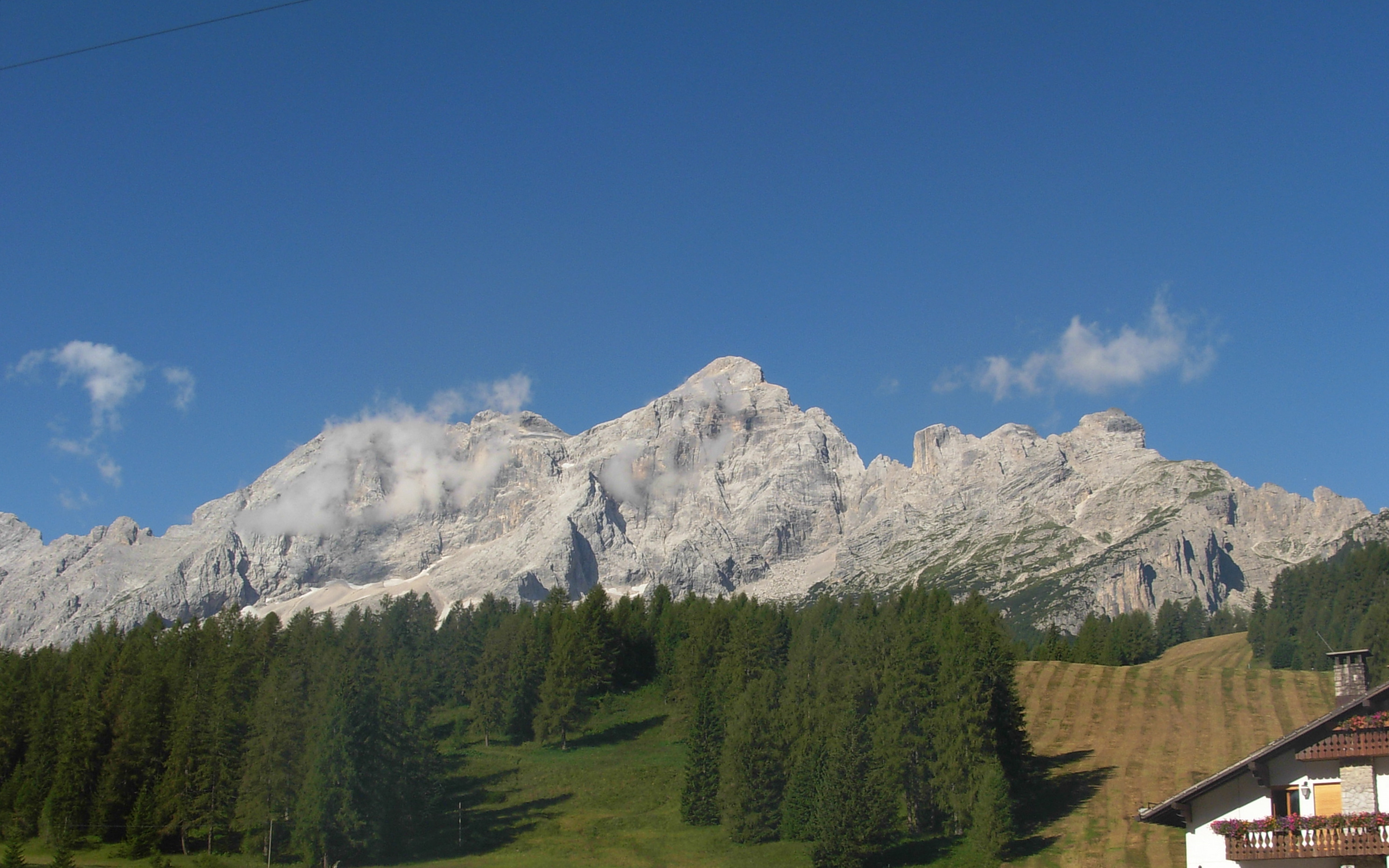
Vertante este da Civetta, da qual saí a via normal
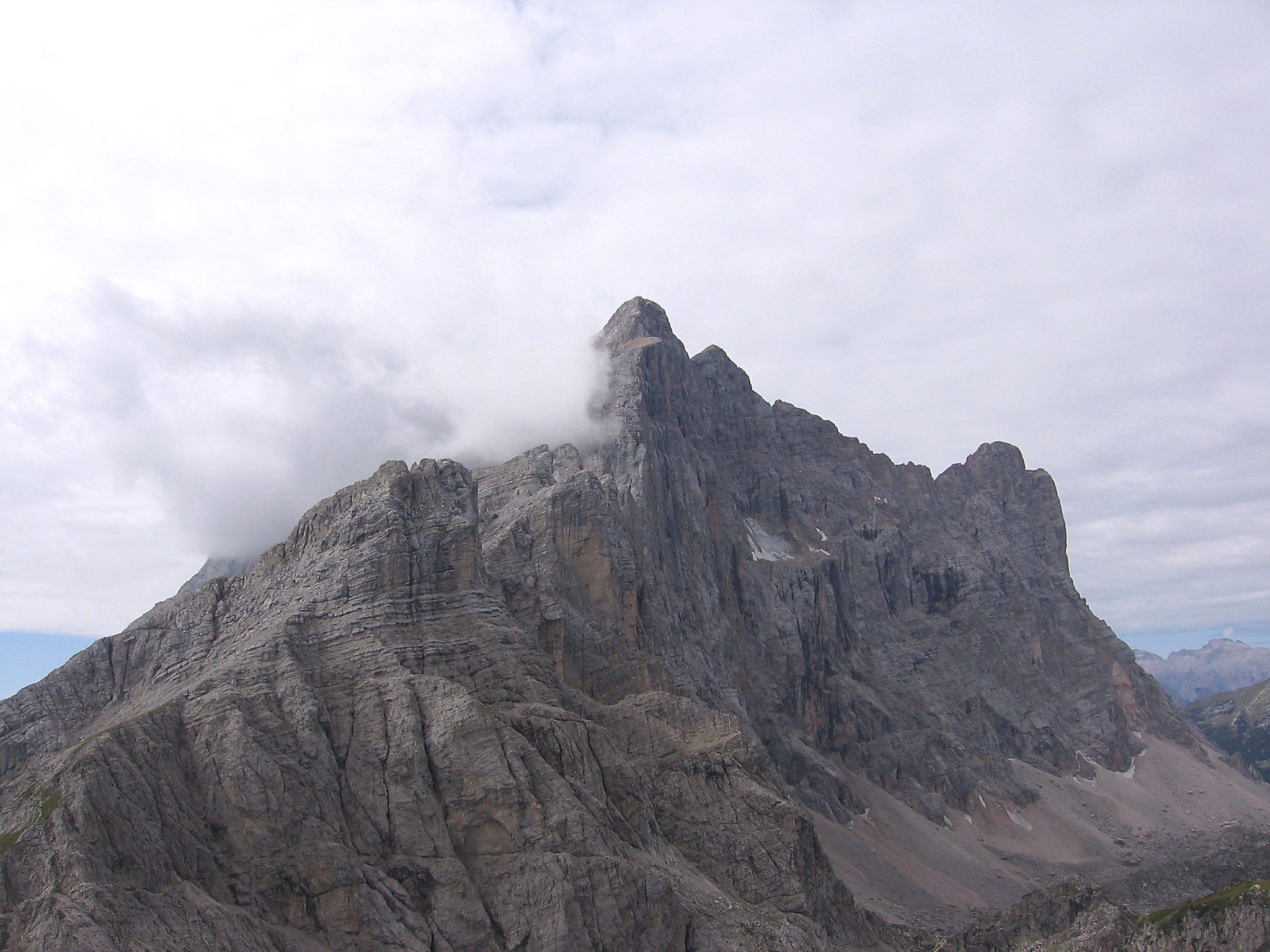
O Civetta visto de norte, na qual se vê a parede noroeste .
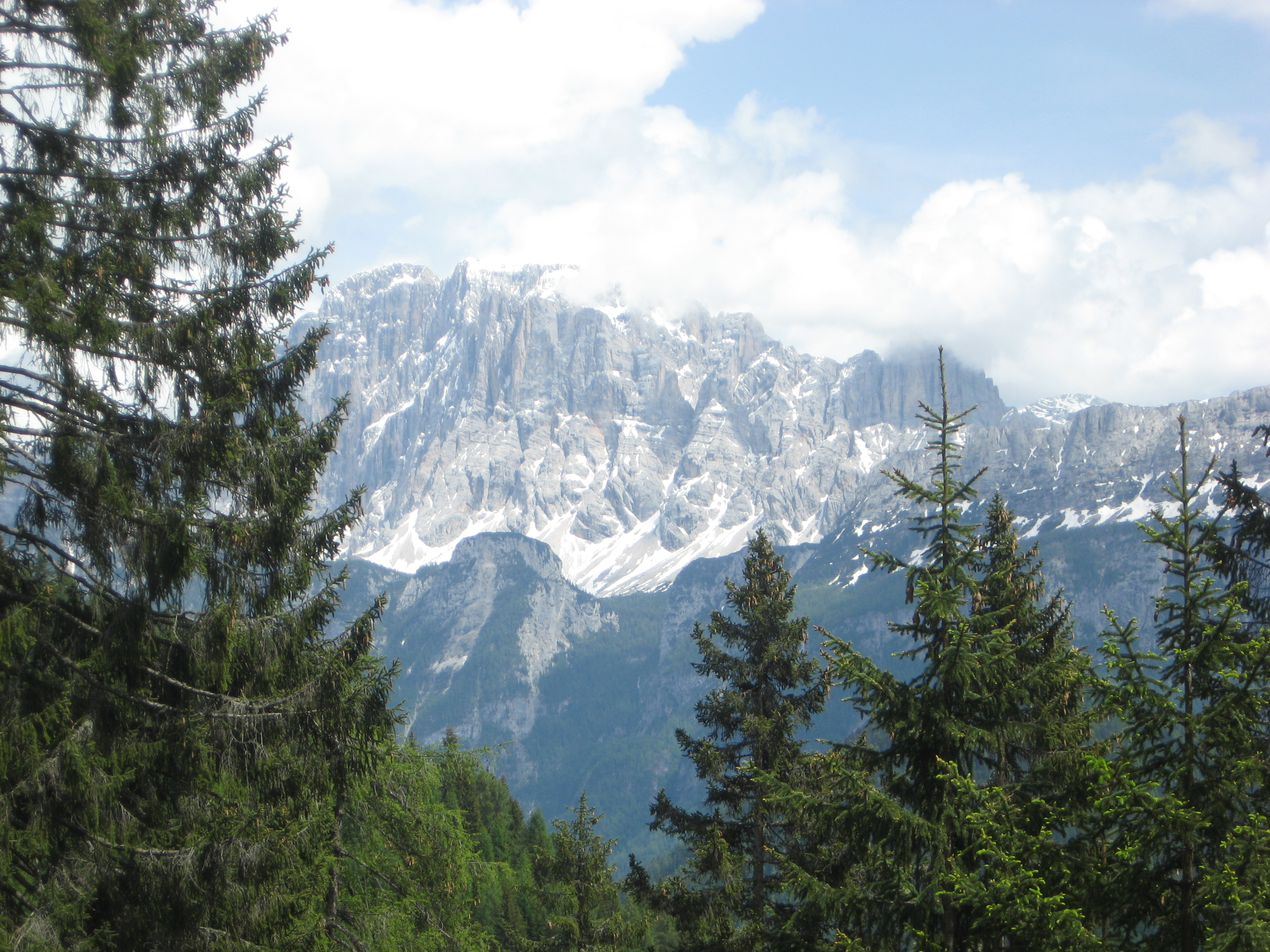
A parede noroeste vista de Col Mont

Mais imagens em «Summit Post»